# Garai János (költő)
Garai János (Gyöngyös, 1913. május 29. – Komárom, 1945. eleje) magyar költő, író, újságíró. Fia Garai László pszichológus.

## Pályája
Garai Aladár (1881–1936) bankár, köz- és váltóügyvéd és Schwarcz Margit (1886–1970) gyermekeként született.
Alkalmi munkákból élt, s közben elvégezte a kereskedelmi akadémiát. Részt vett az illegális kommunista mozgalomban. Költeményeit munkáselőadásokon adták elő, szavalták és énekelték. József Attila kortársa volt, a párt megbízásából gúnyverset írt a költő ellen (1933).
Rövid ideig a Népszava munkatársa volt. 1937 és 1942 között kapcsolatát megszakította a kommunista párttal, majd 1942-ben, letartóztatása, internálása után helyreállította. A garanyi táborban írta a háború után ismertté vált Vörös tangót, amelyet az 1990-es években megfilmesítettek.
1942. április végén büntetőszázaddal Sárospatakra, majd Ukrajnába hurcolták. 1945 elején a Komárom környékére visszavonult századból szökni próbált, azonban elfogták és kivégezték (halálának hónapja, napja, s pontos helye ismeretlen).
Házastársa Ungár Sarolta volt, Ungár Ábrahám és Kraut Hermin lánya, akit 1934. június 19-én Budapesten vett nőül.

## Művei

### Versek
- Perspektíva (Budapest, 1930)
- A vas meleg (Budapest, 1931)
- Sarlós magvető (Budapest, 1933)
- Nyárutó (Budapest, 1934)
- Sikátorok szele (Budapest, 1937)

### Regények
- Így élnek az urak (Budapest, 1933)
- Taxilányok (Budapest, 1938)

### Riport
- Vergődő magyar vidékek (Tatatóváros, 1936)

## Közgazdasági művei
- Magyarország gazdasági helyzete (Pintér Imrével, Budapest, 1934)
- A világgazdaság mai helyzete (Varga Jenő német nyelvű jelentését magyarra átdolgozta Balog István néven, Budapest, 1934)

## Külső hivatkozások
- Magyar életrajzi lexikon I. (A–K). Főszerk. Kenyeres Ágnes. Budapest: Akadémiai. 1967.
- Garai László: "Apám hitte…" Emlékezés Garai Jánosra. Ezredvég. 1996. 7. sz.,  35-37. oldal.